# Umtaliella rhodesiensis
Genre
Espèce
Umtaliella rhodesiensis, unique représentant du genre Umtaliella, est une espèce d'opilions laniatores de la famille des Assamiidae.

## Distribution
Cette espèce se rencontre au Zimbabwe et au Mozambique.

## Description
L'holotype mesure 6,2 mm.

## Étymologie
Son nom d'espèce, composé de rhodesi et du suffixe latin -ensis, « qui vit dans, qui habite », lui a été donné en référence au lieu de sa découverte, la Rhodésie du Sud.

## Publication originale
- Lawrence, 1934 : « New South African Opiliones. » Annals of the South African Museum, vol. 30, no 4, p. 549–586 (texte intégral).